# Sphagoeme nigrotibialis
Sphagoeme nigrotibialis är en skalbaggsart som beskrevs av Martins 1973. Sphagoeme nigrotibialis ingår i släktet Sphagoeme och familjen långhorningar. Inga underarter finns listade i Catalogue of Life.